# تونچو تونچف
تونچو تونچف (بلغاری: Тончо Димитров Тончев؛ زادهٔ ۱ دسامبر ۱۹۷۲) بوکسور اهل بلغارستان است.